# Traces Best of 2005-2009
Traces Best of 2005-2009 —en español: Rastros lo mejor del 2005-2009— es el primer grandes éxitos de la banda the GazettE que fue editado el 6 de abril de 2009 bajo el sello C&L Music que se encargó de su distribución en Europa. El grandes éxitos debutó en el puesto número diecinueve del Oricon Chart y fue promovido por un sencillo titulado «Before I Decay». En este figuran sencillos editados durante los años 2005 hasta el 2009 pertenecientes a los álbumes Nil, Stacked Rubbish y Dim, excluyendo a la canción «Reila» que no pertenece a ninguno de estos.

## Lista de canciones
| N.º   | Título                | Escritor(es) | Duración |  |
| 1.    | «Reila»               | Ruki         | 7:49     |  |
| 2.    | «Cassis»              | Ruki         | 6:45     |  |
| 3.    | «Shadow VI II I»      | Ruki         | 4:16     |  |
| 4.    | «Regret»              | Ruki         | 4:30     |  |
| 5.    | «Filth in the Beauty» | Ruki         | 4:15     |  |
| 6.    | «Hyena»               | Ruki         | 4:19     |  |
| 7.    | «Burial Applicant»    | Uruha        | 4:27     |  |
| 8.    | «Guren»               | Ruki         | 5:26     |  |
| 9.    | «Leech»               | Ruki         | 4:12     |  |
| 10.   | «Distress and Coma»   | Uruha        | 5:15     |  |
| 11.   | «The Invisible Wall»  | Ruki         | 4:33     |  |
| 12.   | «Before I Decay»      | Ruki         | 3:44     |  |
| 59:15 |                       |              |          |  |

## Posición en las listas
| País  | Lista (2012) | Mejor posición |
| ----- | ------------ | -------------- |
| Japón | Oricon Chart | 19             |

## Créditos

### Personal
Banda
- Takanori «Ruki» Matsumoto – voz
- Kouyou «Uruha» Takashima – guitarra líder
- Yuu «Aoi» Shiroyama – guitarra rítmica
- Akira «Reita» Suzuki – bajo
- Yutaka «Kai» Uke – batería